# Lee Jones (calciatore 1975)
Lee Jones (Distretto di North Shore, 21 febbraio 1975) è un ex calciatore neozelandese, di ruolo difensore.

## Carriera

### Nazionale
Nel 2002 ha partecipato alla Coppa d'Oceania, vincendola.

## Palmarès

### Club

#### Competizioni nazionali
- Campionato finlandese: 1

Tampere United: 2001